# Jeroen Straathof
Johannes Nicolaas Maria „Jeroen“ Straathof (* 18. listopadu 1972 Zoeterwoude) je bývalý nizozemský rychlobruslař a dráhový cyklista.
V roce 1992 zvítězil na rychlobruslařském Mistrovství světa juniorů. Ve Světovém poháru závodil od roku 1993. Na Zimních olympijských hrách 1994 byl na trati 1500 m devátý. Největšího úspěchu dosáhl na Mistrovství světa 1996, kde závod na 1500 m vyhrál. Posledních rychlobruslařských závodů se zúčastnil na konci roku 2001.
V polovině 90. let se začal věnovat dráhové cyklistice. Se zrakově postiženým cyklistou Janem Mulderem získal na šampionátech dvě medaile ve stíhacím závodě tandemů a v tuto disciplínu rovněž vyhráli na Letních paralympijských hrách 2000. Straathof poté sport handicapovaných opustil a přešel k běžné dráhové cyklistice. Se svými kolegy z nizozemského týmu skončil pátý ve stíhacím závodu družstev na Letních olympijských hrách 2004. Poté ukončil svoji sportovní kariéru.
Straathof je dosud jediným sportovcem historie, který se zúčastnil letních olympijských her, zimních olympijských her i paralympijských her.